# Adolf Zoberbier
Adolf Zoberbier (* um 1857, vermutlich in Wien; † 30. März 1924 in New York City) war ein deutscher Kunsthändler und Verleger in Berlin.

## Leben und Wirken
Adolf Zoberbier wurde 1887 Teilhaber der Kunsthandlung H. Toussaint & Cie. in Berlin in der Mittelstraße 63.
Ende 1889 oder Anfang 1890 gründete er die Ad. Zoberbier Verlagsbuchhandlung in der Mohrenstraße 10. 1891 gab er diese wieder auf und emigrierte im August in die Vereinigten Staaten.

## Publikationen
In der Ad. Zoberbier Verlagsbuchhandlung erschienen einige Werke von damals bekannten Autoren.
- Heinz Tovote: Im Liebesrausch, 1890, 1891, Verkaufserfolg, mehrere Nachauflagen in anderen Verlagen (Digitalisat)
- Heinz Tovote: Fallobst. Wurmstichige Geschichten' , 1890, mindestens elf Neuauflagen in anderen Verlagen (Text)
- Johannes Schlaf: Junge Leute, Roman, 1890, wahrscheinlich zusammen mit Arno Holz
- Ola Hansson: Parias. Fatalistische Geschichten, 1890
- Karl Böttcher: Die Verleumdungsseuche, 1890[5]
- Harry Haeseler: Die Augen der Welt. Dramatisches Zeitbild in 3 Akten, 1890, 48 Seiten
- Offener Brief an Se. Durchlaucht den Fürsten Bismarck von einem ehemaligen deutschen Nihilisten, 1890, 60 Seiten, Autor unbekannt
- Ernst Leistner, Oscar Seese (Hrsg.): Blumen und Lieder, Photographien nach der Natur und Gedichte von Geibel, Goethe, Lenau, etc., 3. Auflage 1890 (1. Auflage Kuntzmann & Co. Berlin 1867, 2. Auflage Toussaint Berlin 1867)
- Hermann Bahr: Fin de Siècle, 1891, Vordatierung, schon im Herbst 1890 gedruckt
- Maria Janitschek: Aus der Schmiede des Lebens. Erzählungen, 1891
- Paul Kipper: Ich will dem Kaiser Rede stehn, 2 Bände, 1891